# Fortesa Hoti (skådespelare)
Fortesa Hoti, född 6 december 1988 i Kosovo i dåvarande Jugoslavien, är en svensk skådespelare.
Hoti är född i Kosovo och kom till Sverige med sin familj 1992. Hon spelade rollen som Roxanna Nilsson i TV-serien Andra Avenyn (2007–2010), en roll som hon spelade utan skådespelarutbildning eller tidigare skådespelarerfarenhet, och hon hoppade då av gymnasiet. För denna roll nominerades Hoti till årets bästa kvinnliga skådespelerska i Aftonbladets TV-pris 2007 och 2008. Hon har senare studerat vid teaterskolan inom Folkhögskolan i Angered.
Hoti var 2008 prisutdelare för P3 Guld. Hon hade huvudrollen i långfilmen Orion 2013.
Hon är syster till politikern Blerta Hoti.

## Filmografi
| År   | Film              | Typ        |
| ---- | ----------------- | ---------- |
| 2007 | Ciao Bella        | Långfilm   |
| 2007 | Andra Avenyn      | Tv-serie   |
| 2009 | Riverside         | Webbserie  |
| 2009 | Medina – Sagoland | Musikvideo |
| 2009 | Medina – Magi     | Musikvideo |
| 2009 | Påfågeln          | Kortfilm   |
| 2013 | Orion             | Långfilm   |
| 2014 | Ne toke te huaj   | Långfilm   |
| 2021 | Huss-Kravallerna  | Tv-serie   |